# Маяк Барселона
Маяк Барселона (англ. Barcelona Light), также известный как маяк Портленд-Харбор (англ. Portland Harbor Light) — маяк, расположенный на берегу озера Эри в черте города Уэстфилд, округ Шатокуа, штат Нью-Йорк, США. Построен в 1829 году. Деактивирован в 1859 году.

## История
Изначально территория города Уэстфилд была частью города Портленд, а его естественная гавань была известна как Портленд-Харбор. Когда город Уэстфилд получил самостоятельный статус в 1823 году, его портовый район был назван «Барселона». Город стоял на торговом пути из крупного промышленного центра Питтсбурга по реке Аллегейни через озеро Шатокуа в озеро Эри.
В 1828 году Конгресс США выделил 5 000$ на строительство маяка близ гавани Барселона. Тендер с проектом стоимостью 2 700$ выиграл Томас Б. Кэмпбелл. Маяк был построен в 1829 году. Он представлял собой коническую башню высотой 12 метров, соединённую переходом с двухэтажным домом смотрителя. Башня и дом были построены из камня на естественном фундаменте. Свет излучался одиннадцатью лампами с 14-дюймовыми (360 мм) отражателями. Это был первый в мире маяк, работающий на природном газе, который Кэмпбелл доставлял из «горящего источника», находящегося в миле от маяка, с помощью деревянных труб. Всего на строительство маяка и сопутствующие работы было потрачено 3 506,78$. Однако эта система оказалась ненадёжной, и на маяке хранился запас масла на то время, когда поток газа ослабевал. Тридцать лет спустя, в 1859 году, маяк был выведен из эксплуатации, и в 1872 был продан на аукционе. В настоящее время маяк снова работает, спустя более чем 100 лет нахождения в частной собственности он был выкуплен Управлением парков, отдыха и исторического наследия штата Нью-Йорк.
В 1972 году маяк был включён в Национальный реестр исторических мест.

## Фотографии

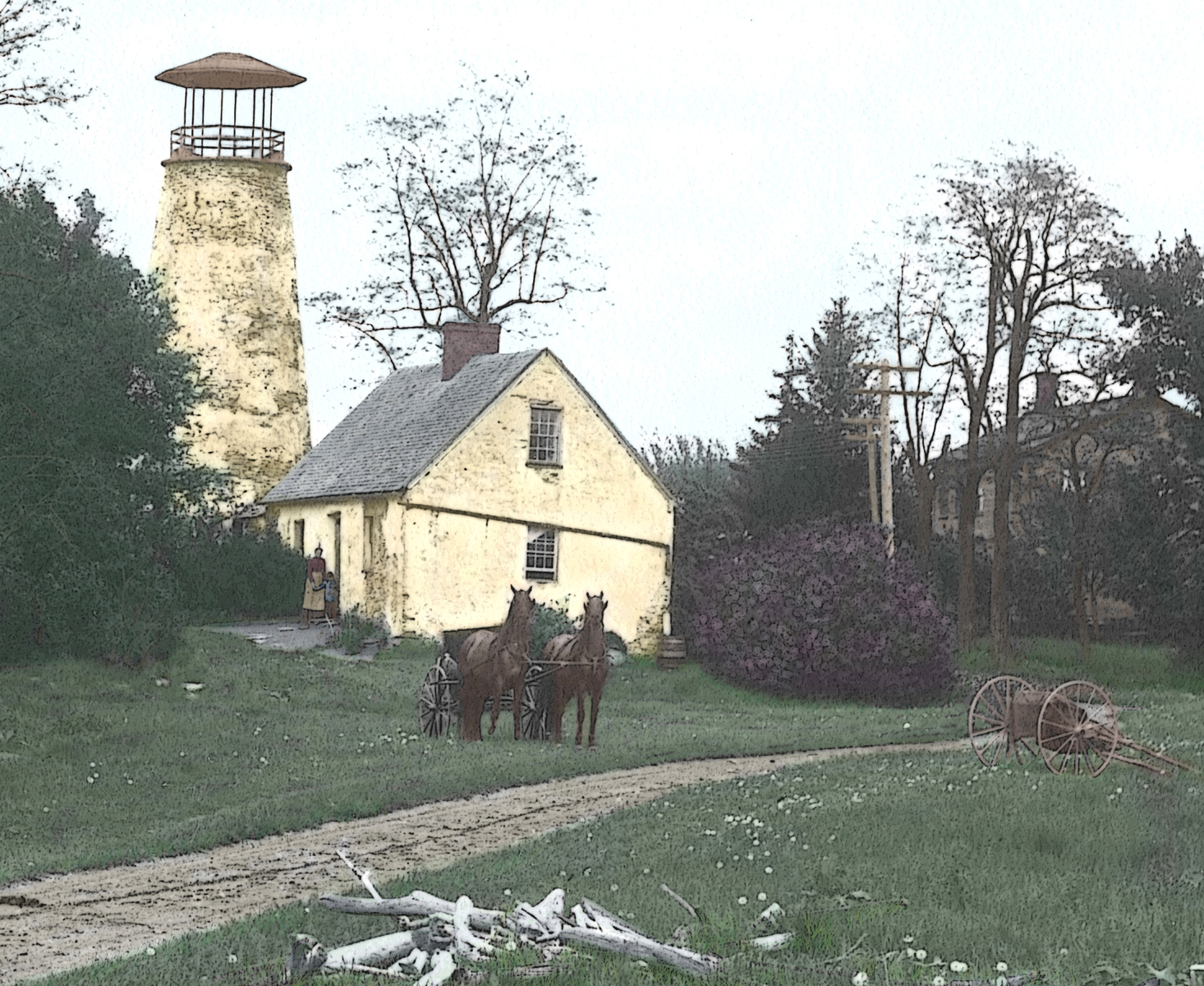
Фотография, сделанная около 1900 года